# Кике Сан-Мартин
Кике Сан-Мартин (о файле) (родился в 1969 году в г. Посадас, провинция Мисионес, Аргентина) является фотографом знаменитостей. Он развивал большую часть своей фотографической карьеры в Майами, штат Флорида, где он живёт с 1995 года. Начал свою профессиональную карьеру в начале 90-х в Аргентине.

## Профессиональная карьера
Кике начал свою карьеру изучая маркетинг и рекламу. Работая в бутике модной одежды, он разработал маркетинговую стратегию, которая заключалась в фотографировании обычных людей, которые носили одежду из бутика. Ранние работы Кике привлекли огромное внимание общественности так сильно, что его спонтанные творческие образы вызвали интерес региональных газет. В результате он создал раздел в воскресном выпуске газеты, посвященный Аргентинской ночной жизни. Кике стал внештатным сотрудником в газете El Nuevo Herald. Он разрабатывал плакаты для мыльных опер и телевизионных сетей, таких как Telemundo, Univision, Mega TV и América Tevé.  Некоторые из его фотографий была опубликованы на обложках журналов, таких как People en Español, Vanidades, Maxim, Selecta, Men’s Health, H magazine, Kena, Santo Domingo Times, Venue и многих других. После раскрутки своего имени в индустрии развлечений, Сан-Мартин начинал получать более серьёзные заказы.

## Последние групповые выставки
2012:
«Arte Argentino» (Генеральное Консульство Республики Аргентина в Майами.
Arteamericas 2012 года. Майами, штат Флорида, США.
- Miami Street Photography Festival. Майами, штат Флорида, США.[6]